# Un día más
Un día más es el título del tercer álbum de estudio grabado por el grupo de pop/rock mexicano Reik. Fue lanzado al mercado bajo el sello discográfico Sony BMG Norte el 30 de septiembre de 2008. El álbum fue producido por Cachorro López. El álbum además cuenta con 11 canciones: 9 de ellas de composición propia. 
El álbum ganó en el Premio Grammy Latino al Mejor Álbum de Pop Vocal por un Dúo o Grupo en la 10°. entrega anual de los premios Grammy Latinos celebrada el jueves 5 de noviembre de 2009.

## Lista de canciones
| Un día más |                          |                                                                         |          |  |
| N.º        | Título                   | Escritor(es)                                                            | Duración |  |
| 1.         | «Ilusionado»             | Cachorro López · Jesús Navarro · Juan Carlos Pérez Soto · Julio Ramírez | 3:23     |  |
| 2.         | «Piel de ciudad»         | Fernando Chávez "Fech" · Jesús Navarro · Mónica Vélez                   | 3:33     |  |
| 3.         | «Fui»                    | Jesús Navarro · Manuel Moreno · Ángela Dávalos                          | 2:54     |  |
| 4.         | «Inolvidable»            | Cachorro López · Koko Stambuk                                           | 3:42     |  |
| 5.         | «No me hables del ayer»  | Fernando Chávez "Fech" · Julio Ramírez                                  | 3:01     |  |
| 6.         | «No hay nadie más»       | Fernando Chávez "Fech" · Julio Ramírez                                  | 3:05     |  |
| 7.         | «No desaparecerá»        | Cachorro López · Jesús Navarro · Manuel Moreno · Ángela Dávalos         | 3:37     |  |
| 8.         | «Voy a estar»            | Claudia Brant · Julio Ramírez · Noel Schajris                           | 3:21     |  |
| 9.         | «Vuelve a mí»            | Chuy Flores · Mónica Vélez · Nir Seroussi                               | 3:10     |  |
| 10.        | «Un día más»             | Bárbara Muñoz · Fernando Chávez "Fech" · Jesús Navarro                  | 2:43     |  |
| 11.        | «Momentos» (Bonus track) | Jesús Navarro · Julio Ramírez · Ángela Dávalos                          | 3:35     |  |

| Un día más (Edición Especial) |                                                       |          |  |
| N.º                           | Título                                                | Duración |  |
| 12.                           | «Mi pecado» (A dueto con Maite Perroni) (Bonus Track) | 3:39     |  |
| 13.                           | «Más cerca de ti» (Bonus Track)                       | 3:09     |  |
| 14.                           | «Fui» (Versión acústica)                              | 3:10     |  |
| 15.                           | «Inolvídable» (ROCAsound Mix)(Bonus Track)            | 6:09     |  |

## Posiciones
| Listas                  | Mejor posición |
| ----------------------- | -------------- |
| México (México Top 100) | 11             |

## Certificaciones
| País (organismo certificador) | Certificación | Unidades certificadas |
| ----------------------------- | ------------- | --------------------- |
| México (AMPROFON)             | Platino       | 60 000                |